# Childrenit
Childrenit ist ein eher selten vorkommendes Mineral aus der Mineralklasse der „Phosphate, Arsenate und Vanadate“ mit der idealisierten chemischen Zusammensetzung Fe2+AlPO4(OH)2·H2O und ist damit chemisch gesehen ein wasserhaltiges Eisen-Aluminium-Phosphat mit zusätzlichen Hydroxidionen.
Da Childrenit mit Eosphorit (Mn2+Al[(OH)2|PO4]·H2O) eine lückenlose Mischreihe bildet, ist in natürlichen Childrenitproben oft ein Teil des Eisens durch Mangan ersetzt (substituiert). In verschiedenen Quellen wird daher die chemische Formel auch mit (Fe2+,Mn2+)Al[(OH)2|PO4]·H2O angegeben.
Childrenit kristallisiert im orthorhombischen Kristallsystem und entwickelt pyramidale Kristalle mit dicktafeligem bis kurzprismatischem Habitus, findet sich aber auch in Form radialstrahliger oder massiger Mineral-Aggregate und krustiger Überzüge mit harz- bis glasähnlichem Glanz auf den Oberflächen. Die durchsichtigen bis durchscheinenden Kristalle sind von gelbbrauner bis brauner Farbe. Auf der Strichtafel hinterlässt Childrenit allerdings einen weißen Strich.

## Etymologie und Geschichte
Erstmals entdeckt wurde Childrenit bei Tavistock (Devon) in England und beschrieben 1823 durch Henry James Brooke (1771–1857), der das Mineral nach dem englischen Chemiker und Mineralogen John George Children (1777–1852) benannte.
Ein Aufbewahrungsort für das Typmaterial des Minerals ist nicht bekannt.

## Klassifikation
Bereits in der mittlerweile veralteten, aber noch gebräuchlichen 8. Auflage der Mineralsystematik nach Strunz gehörte der Childrenit zur Mineralklasse der „Phosphate, Arsenate und Vanadate“ und dort zur Abteilung der „Wasserhaltigen Phosphate mit fremden Anionen“, wo er als Namensgeber die „Childrenit-Reihe“ mit der System-Nr. VII/D.07 und dem weiteren Mitglied Eosphorit bildete.
Im zuletzt 2018 überarbeiteten und aktualisierten Lapis-Mineralienverzeichnis nach Stefan Weiß, das sich aus Rücksicht auf private Sammler und institutionelle Sammlungen noch nach dieser alten Form der Systematik von Karl Hugo Strunz richtet, erhielt das Mineral die System- und Mineral-Nr. VII/D.14-10. In der „Lapis-Systematik“ entspricht dies ebenfalls der Abteilung „Wasserhaltige Phosphate, mit fremden Anionen“, wo Childrenit zusammen mit Eosphorit und Ernstit eine eigenständige, aber unbenannte Gruppe bildet.
Die seit 2001 gültige und von der International Mineralogical Association (IMA) zuletzt 2009 aktualisierte 9. Auflage der Strunz’schen Mineralsystematik ordnet den Childrenit ebenfalls in die Abteilung der „Phosphate usw. mit zusätzlichen Anionen; mit H2O“ ein. Diese ist allerdings weiter unterteilt nach der relativen Größe der beteiligten Kationen und dem Verhältnis zwischen den weiteren Anionen (OH etc.) und dem Phosphat-, Arsenat- bzw. Vanadatkomplex (RO4), so dass das Mineral entsprechend seiner Zusammensetzung in der Unterabteilung „Mit ausschließlich mittelgroßen Kationen; (OH usw.) : RO4 = 2 : 1“ zu finden ist, wo es ebenfalls als Namensgeber die „Childrenitgruppe“ mit der System-Nr. 8.DD.20 und den weiteren Mitgliedern Eosphorit und Ernstit bildet.
Auch die Systematik der Minerale nach Dana ordnet den Childrenit in die Klasse der „Phosphate, Arsenate und Vanadate“ und dort in die Abteilung der „Wasserhaltigen Phosphate etc., mit Hydroxyl oder Halogen“ ein. Hier ist er ebenfalls als Namensgeber der „Childrenitgruppe“ mit der System-Nr. 42.07.01 und den weiteren Mitgliedern Eosphorit, Ernstit und Sinkankasit innerhalb der Unterabteilung der „Wasserhaltigen Phosphate etc., mit Hydroxyl oder Halogen und der allgemeinen Zusammensetzung (AB)5(XO4)3Zq • x(H2O)“ zu finden.

## Chemismus
In der (theoretisch) idealen Zusammensetzung von Childrenit (FeAlPO4(OH)2·H2O) besteht eine Formeleinheit des Minerals im Verhältnis aus je einem Eisen- (Fe2+) und einem Aluminium-Kation (Al3+), einem Phosphat-Anion (PO43−) und zwei Hydroxid-Anion (OH−) sowie ein Molekül Kristallwasser.
Dies entspricht einem Massenanteil (Gewichtsprozent) der Elemente von 24,30 Gew.-% Fe, 11,74 Gew.-% Al, 13,48 Gew.-% P, 48,73 Gew.-% O und 1,75 Gew.-% H.

## Kristallstruktur
Childrenit kristallisiert orthorhombisch in der Raumgruppe Bbe2 (Raumgruppen-Nr. 41, Stellung 2) oder Bbem (Nr. 64, Stellung 5) mit den Gitterparametern a = 10,395 Å; b = 13,394 Å und c = 6,918 Å sowie 8 Formeleinheiten pro Elementarzelle.

## Bildung und Fundorte

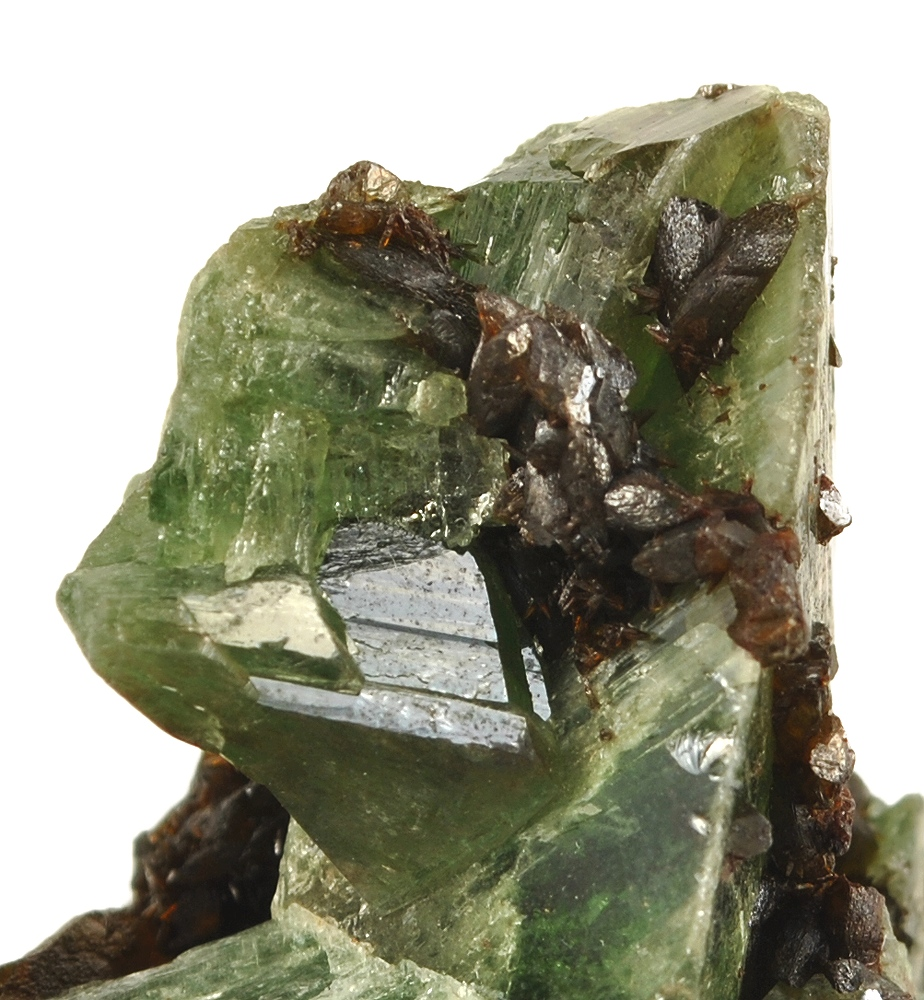
Childrenit (braun) auf Ludlamit (grün) aus Laranjeiras, Galiléia, Doce-Tal, Minas Gerais, Brasilien

Childrenit bildet sich als Umwandlungsprodukt aus primären Phosphatmineralen unter Einfluss hydrothermaler Lösungen bei niedrigen Temperaturen in komplexen Granit-Pegmatiten. Begleitminerale sind unter anderem Apatite, Kaolinit, Pyrit, Quarz, Siderit, verschiedene Turmaline und Zinnwaldit.
Als eher seltene Mineralbildung kann Childrenit an verschiedenen Fundorten zum Teil zwar reichlich vorhanden sein, insgesamt ist er aber wenig verbreitet. Weltweit sind bisher rund 100 Fundorte für Childrenit dokumentiert (Stand: 2021). In England konnte das Mineral außer an seiner Typlokalität Tavistock, genauer am Tavistock Canal, noch an vielen Stellen im Bezirk Tavistock beziehungsweise in der Grafschaft Devon entdeckt werden wie unter anderem bei Bere Ferrers, Buckland Monachorum, Horrabridge, Mary Tavy und Tavistock Hamlets. Weitere Fundorte kennt man in den Grafschaften Cornwall und Cumbria.
In Deutschland wurde das Mineral bisher nur am Hühnerkobel bei Rabenstein in der Umgebung von Waidhaus (Hagendorf, Silbergrube) in Bayern sowie in der Grube Sauberg und an den Greifensteinen bei Ehrenfriedersdorf in Sachsen gefunden.
In Österreich trat das Mineral nur im Bezirk Spittal an der Drau, genauer am Hahnenkofel und bei Laggerhof in der Nähe des Millstätter Sees sowie am Wolfsberg auf.
Weitere Fundorte liegen in Afghanistan, Argentinien, Australien, Bolivien, Brasilien, Finnland, Frankreich, Japan, Kanada, Kosovo, Namibia, Portugal, Ruanda, Schweden, Spanien und in den Vereinigten Staaten von Amerika (USA).